# 镇安县
镇安县是中国陕西省商洛市下辖的一个县，位于陕西东部，秦岭南麓中段，汉江支流佑河中游，邻接湖北省。区域总面积为34887平方公里，人口約26万人。
这里气候湿润温和、森林密布、雨量充沛、山水纵横，高低落差两千多米，有木王国家森林公园等风景区和众多人文景点。

## 历史
唐置安业县，后改乾元县，五代汉改乾佑县。
明改镇安县。
清雍正三年（1725年），鎮安屬商州轄，商州直隸陝西省。
民國二年（1913年），撤銷西安府建制，鎮安由漢中道管轄。民國二十二年（1933年），廢除道的建制後，鎮安由陝西省直轄。
民國二十四年（1935年），鎮安縣改屬陝西省第四行政督察專員公署管轄。
1949年11月，鎮安縣全境解放，隸屬陝南行署商雒分區。
1950年，屬商雒專區。
1964年，屬商洛專區。
1970年，屬商洛地區。
2001年8月31日，屬商洛市。
截至2022年10月，鎮安縣轄1個街道、14個鎮，县人民政府駐永乐街道。

## 人口
2020年末，根據全國第七次人口普查統計數字顯示：全县常住人口为253786人。与2010 年第六次全国人口普查的275862人相比，减少22076人，降低8.0%，年平均减少 0.83%。

## 行政区划
镇安县下辖1个街道办事处、14个镇：
永乐街道、回龙镇、铁厂镇、大坪镇、米粮镇、茅坪回族镇、西口回族镇、高峰镇、青铜关镇、柴坪镇、达仁镇、木王镇、云盖寺镇、庙沟镇和月河镇。

## 交通
- 345国道过境。西康铁路和西康高速公路经过。

## 经济
旅游发展较快。有汉白玉、黄金等矿藏，板栗等林业产品非常有名。距西安市195公里，离商洛市178公里（具体路程走西康高速99公里，乘火车149公里）。2019年5月镇安县退出贫困县，

## 其他
明清时期有大量回民移入，目前镇安有万余回民，开放10多个清真寺。